# Đại số phổ dụng
Đại số phổ dụng thường gọi tắt là đại số là một cấu trúc đại số tổng quát nhất. Khái niệm đại số phổ dụng bao gồm tất cả các cấu trúc đại số đã biết như nhóm, nửa nhóm, vành, trường,...

## Khái niệm cơ bản

### Đại số
Một đại số phổ dụng, gọi tắt là đại số là một cặp {\displaystyle (A,\Omega )}, trong đó A là một tập hợp không rỗng, được gọi là tập nền và {\displaystyle \Omega } là tập hợp (hữu hạn hoặc vô hạn) các phép toán trên A.

### Phép toán
Phép toán n ngôi {\displaystyle \omega } trên A với n {\displaystyle \geq } 1, n {\displaystyle \in \mathbb {N} } là ánh xạ:
{\displaystyle \omega :A^{n}\to A}
{\displaystyle (a_{1},a_{2},...,a_{n})\mapsto a_{1}a_{2}...a_{n}\omega }
Trong đó, ký hiệu {\displaystyle a_{1}a_{2}...a_{n}\omega } thay cho {\displaystyle \omega (a_{1}a_{2}...a_{n})} là viết theo ký pháp Ba Lan. Để ký hiệu {\displaystyle \omega } là phép toán n-ngôi ta viết {\displaystyle \omega \in {\Omega }_{n}}
Ta cũng gọi là phép toán không ngôi {\displaystyle \omega \in {\Omega }_{0}} là phép chọn một phần tử cố định trong A, kết quả phép chọn {\displaystyle \omega } được ký hiệu là 1{\displaystyle \omega }

### Kiểu của đại số
Cho {\displaystyle (A,{\Omega _{A}})} là đại số với hữu hạn phép toán {\displaystyle {\omega }_{1},...,{\omega }_{n}}. Dãy các ngôi của các phép toán đó {\displaystyle (n({\omega }_{1}),...,n({\omega }_{1}))} được gọi là kiểu của đại số A.